# Chino escrito

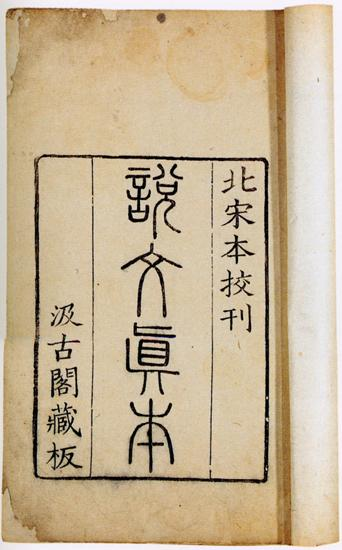
Versión de la Dinastía Song (s. XII) del diccionario etimológico Shuōwén Jiězì.

En el plano de la escritura, el chino escrito (en chino, 中文; pinyin, zhōngwén) destaca por el uso de caracteres chinos para representar el idioma chino. Estos no constituyen un alfabeto o un silabario compacto. Más bien, el sistema de escritura es mayormente logosilábico; es decir, un carácter generalmente representa una sílaba del chino hablado y puede ser una palabra por sí sola o parte de una palabra polisilábica. Los caracteres mismos a menudo están compuestos de partes que pueden representar objetos físicos, nociones abstractas, o pronunciación. La alfabetización requiere la memorización de una gran cantidad de caracteres: los chinos con educación conocen alrededor de 4.000. La gran cantidad de caracteres chinos ha llevado en parte al uso de alfabetos occidentales como medio auxiliar para representar la lengua.

## Sistemas de escritura

### Caracteres simplificados
El 28 de enero de 1956, en la 23ª reunión de la Reunión Plenaria del Consejo de Estado de la República Popular China, se aprobó la "Resolución sobre el anuncio de la simplificación de los caracteres chinos". El 31 de enero de 1956, el Diario del Pueblo publicó el texto completo de la Resolución y el "Esquema de simplificación de los caracteres chinos" del Consejo de Estado. Desde entonces, en China continental se escribe en chino simplificado.

### Alfabeto latino

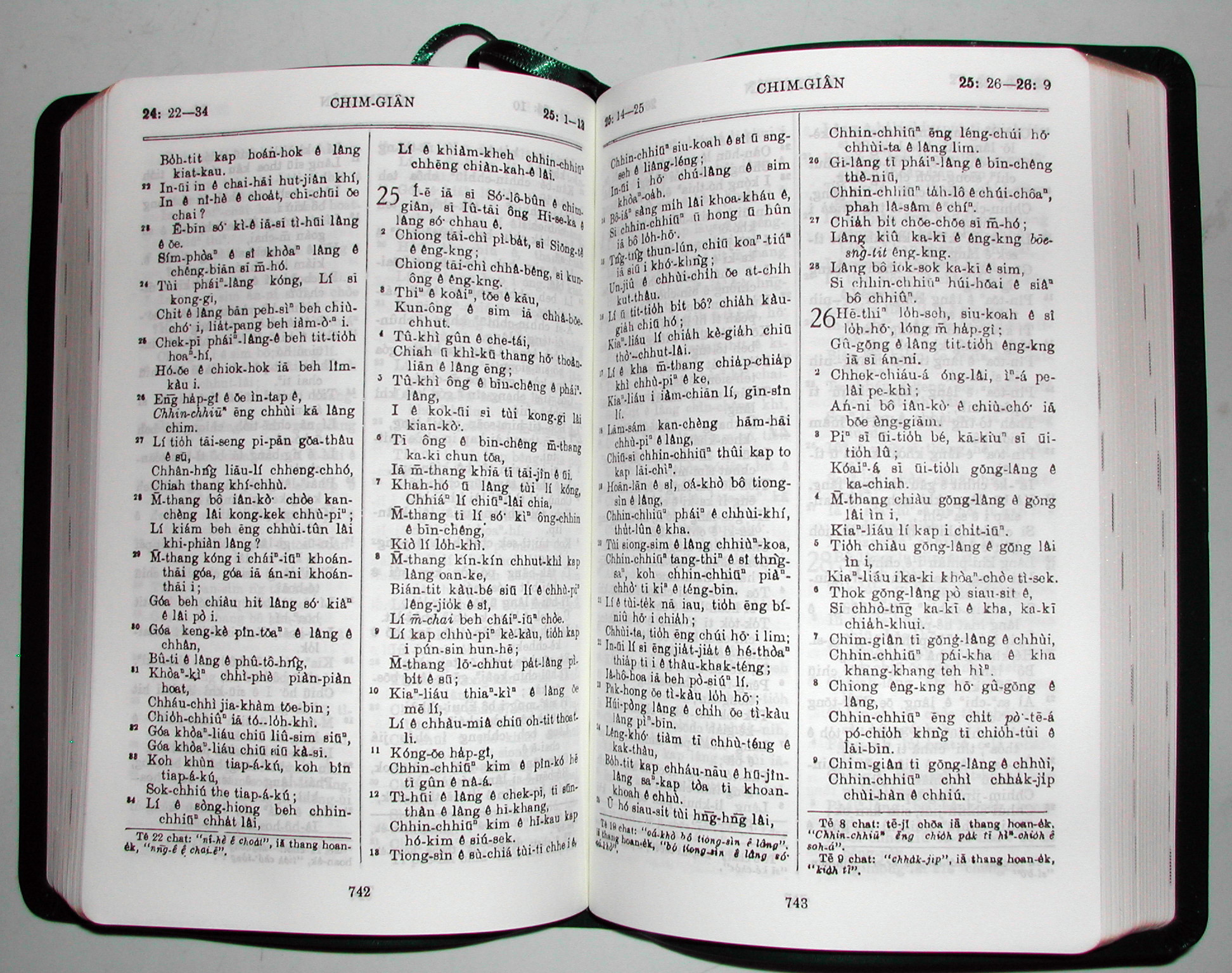
Biblia escrita en Peh-oe-ji

El uso de letras latinas para escribir chino se remonta a la cooperación entre chinos y misioneros europeos, como Mateo Ricci. En la actualidad, se usa el alfabeto latino en el sistema Peh-oe-ji (en chino, 白话字; literalmente, ‘Caracteres baihua’) para escribir el chino min nan.

### Alfabeto cirílico
Tras rebelión de los dunganes (1862 a 1878) y la firma del Tratado de San Petersburgo el 12 de febrero de 1881, multitud de chinos Hui emigraron a Rusia donde tomaron la identidad de pueblo dungan. El mandarín zhongyuan y el mandarín lanyin que usaban evolucionó a una variante lingüística llamada donggan (东干). Bajo la influencia de la Unión Soviética, fue escrito en letras cirílicas a partir de 1954. Algunos estudiosos han descrito esto como "el único dialecto chino con pinyin cirílico". En comparación con otras variantes chinas, el lenguaje Donggan se ha desarrollado de manera integral: además de su propia literatura, también hay periódicos y libros de texto.

### Alfabeto árabe
En la dinastía Tang a mediados del siglo VII d. C., el islam, el árabe y el persa fueron introducidos en China. Estos extranjeros del Oeste o Xiyu se fusionaron con los pueblos occidentales para formar los chinos Hui actuales. Más tarde, el gobierno de la dinastía Yuan estableció "escuelas nacionales huihui" (回回国子学) y un "supervisor nacional huihui" (回回国子监) como escuela del idioma huihui, enseñando y estudiando con el alfabeto persa. Para evitar la modificación del Corán en la traducción, el Islam dicta leer el Corán en el texto original árabe. Los creyentes del Islam aprendían desde pequeños (con 5 o 6 años) a árabe y los versos del Corán. Puesto que muchos creyentes chinos vivían en aldeas y pueblos con bajo nivel educativo de Shaanxi, Gansu, Ningxia y Qinghai, su conocimiento de los sinogramas no era alto. Para recitar el Corán, chino a menudo se escribía con letras árabes en sus propias notas, creando un sistema de glosas chinas a las palabras del verso árabe. Como resultado surgió esta original escritura que usa letras árabes para escribir la lengua de Confucio.